# 阿塞拜疆宗教
阿塞拜疆宗教
阿塞拜疆絕大多數是穆斯林。估計為穆斯林的人口有幾個統計數據：96.9％（CIA） ，93.4％（Berkley 中心，2012），99.2％（皮尤研究中心，2009）。阿塞拜疆大多數是什葉派穆斯林（根據Berkley中心統計，2012年大約有85％穆斯林是什葉派）；少數是遜尼派穆斯林（15％），傳統意義上的分歧未明確界定。  大多數什葉派穆斯林都是賈法里學派，在數十年的蘇聯無神論政策之後，宗教信仰在阿塞拜疆變成有名無實的，而穆斯林的身分往往更多基於文化和種族而不是宗教來表明。傳統上，巴庫和連科蘭地區周圍的鄉村被認為是什葉派的居多的地區。在阿塞拜疆北部鄰近達吉斯坦的地區較多遜尼派穆斯林。其餘人口信仰其他宗教或無宗教，雖然他們沒有正式表態。其他的宗教信仰在阿塞拜疆有亞美尼亞使徒教會、俄羅斯正教會和其他各種基督信仰教派。如同所有其他前蘇聯國家一樣，阿塞拜疆是一個世俗國家，“ 憲法”第四十八條確保了宗教信仰的自由，能選擇任何信仰或無任何宗教信仰，並表達自己對宗教的看法。

## 伊斯蘭教

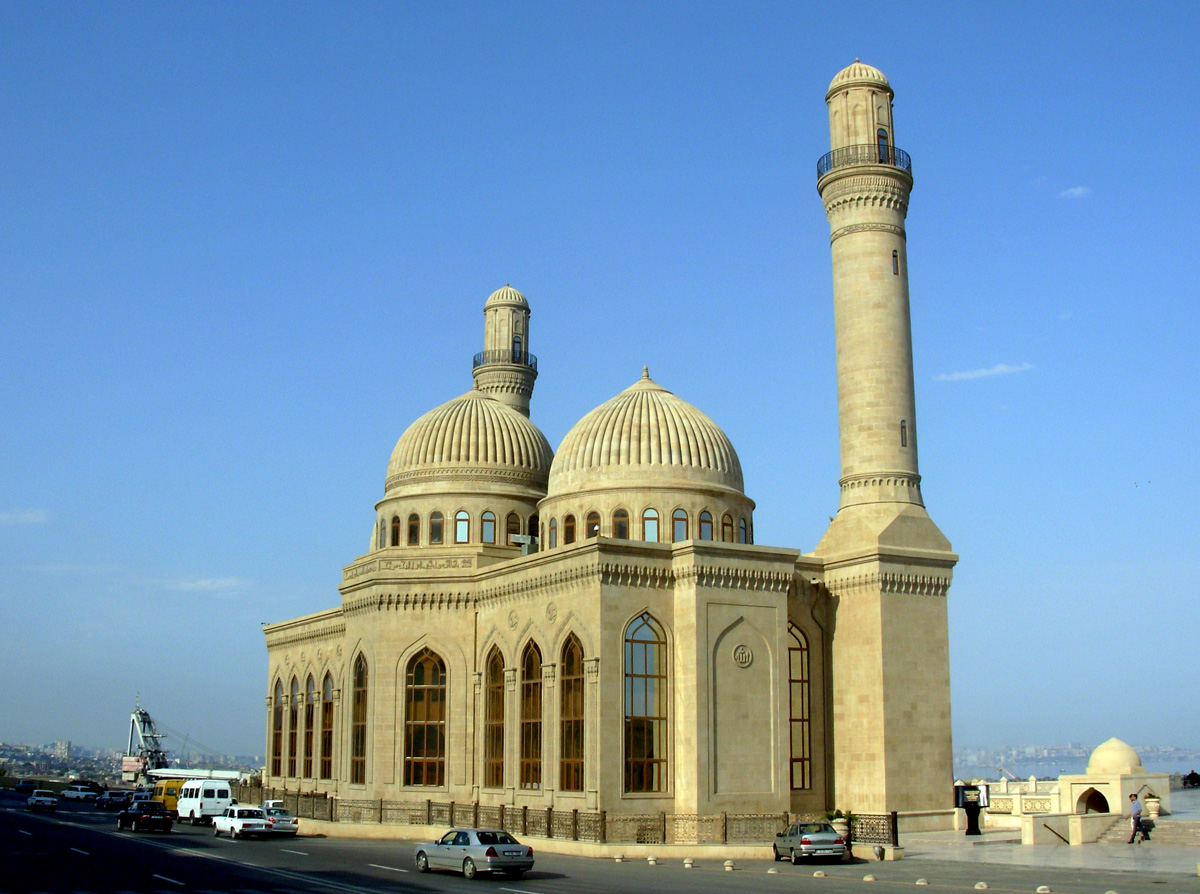
巴庫的比比 - 海巴特（Bibi-Heybat）清真寺

雖然絕大多數阿塞拜疆人自認為穆斯林，但在蘇聯統治時期的調查普遍發現，認為自己是穆斯林的人中，只有不到四分之一的人“對伊斯蘭教的教义有基本的了解”，這個資料是根據研究人員Emil Souleimanov和Maya Ehrmann調查而來。根據在2000年進行的一項調查，受訪者中少於7％認為自己“是虔誠穆斯林”，而只有18％承認會進行薩拉特（伊斯蘭教禮拜）。因此，對許多阿塞拜疆人來說，伊斯蘭教傾向於民族主義認同的身份而非信仰的實踐。在阿塞拜疆穆斯林中估計有五分之四是什葉派中的十二伊瑪目派，其餘屬於遜尼派中的哈納菲法學派，遜尼派主要分佈在阿塞拜疆共和國的北部和西部地區。民間伊斯蘭教被廣泛被信仰，但無蘇菲主義的發展。近年來，一些阿塞拜疆青年人越來越被被伊斯蘭教吸引。 此外，阿塞拜疆的一些年輕女性穆斯林已經決定穿著伊斯蘭蓋頭。

## 基督宗教

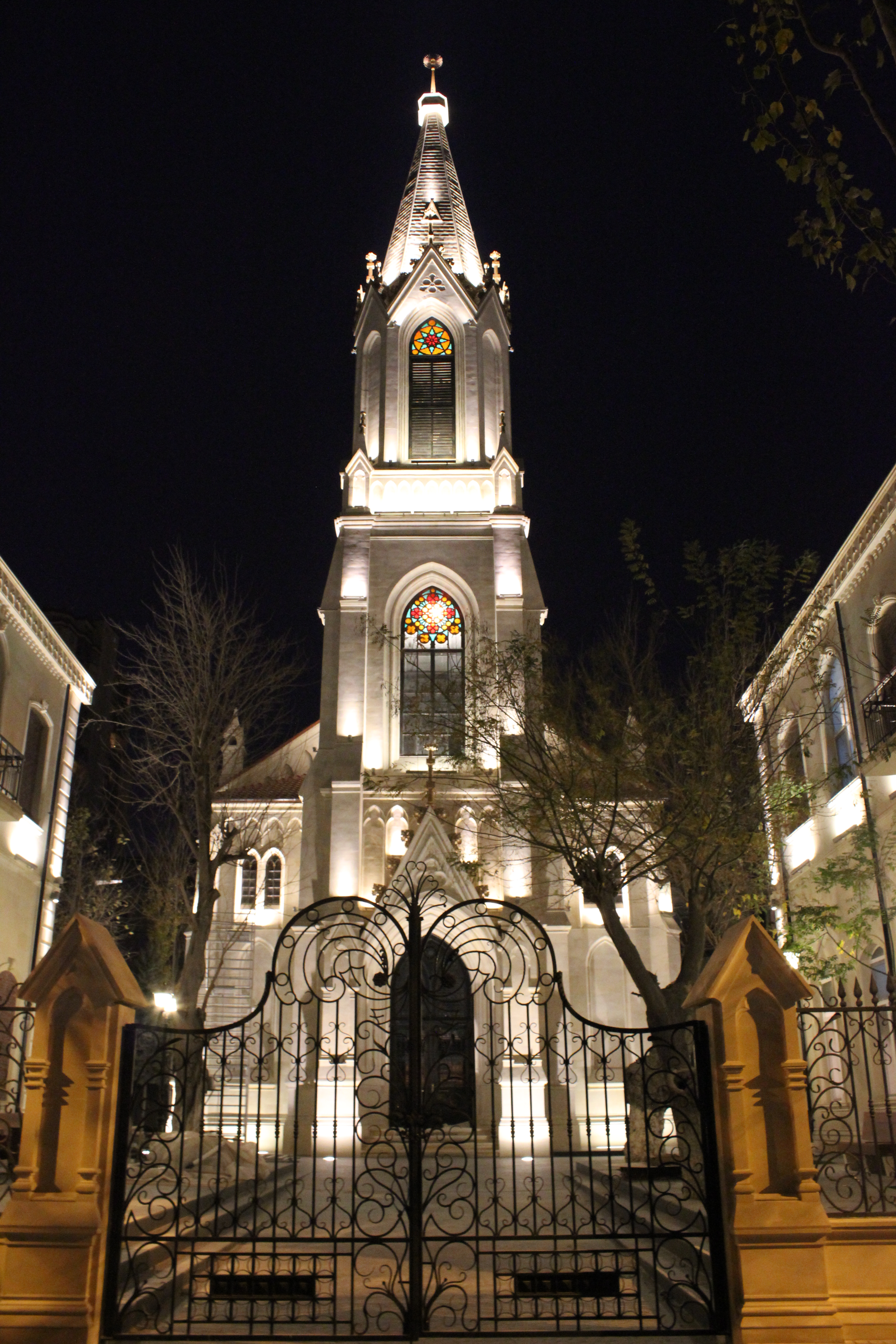
巴庫的基督新教路德派教堂

在使徒時代，基督信仰開始在高加索阿爾巴尼亞王國傳播。基督教的主要宗派，東正教，天主教和新教，在阿塞拜疆都有分佈，基督徒人數估計有280000-450000人（3.1％-4.8％），大多是俄羅斯正教會、喬治亞正教會和亞美尼亞使徒教會（大部分的亞美尼亞人居住在納哥諾卡拉巴克戰爭後分裂出去的區域）。阿塞拜疆還有一個小型的新教基督徒社群，約有5000人，主要由穆斯林改宗。

### 東正教
阿塞拜疆的東正教會有俄羅斯正教會和喬治亞正教會。

### 天主教
巴庫和周圍地區有一個天主教基督徒小社群，人數不到一千人。巴庫的天主教堂在史達林時代被拆除，但在2005年9月開始重新建造的一個新天主教堂，並於2007年夏天開放。

## 瑣羅亞斯德教
瑣羅亞斯德教在阿塞拜疆的歷史可以追溯到公元前一千年。阿塞拜疆為波斯帝國的的一部分，直到7世紀阿拉伯人入侵之前瑣羅亞斯德教都很有影響力。阿塞拜疆這個名字的意思是中古波斯語的“永火之地” ，這個名字據說與瑣羅亞斯德教有直接的聯繫。現今，瑣羅亞斯德教的宗教文化和傳統在阿塞拜疆仍然備受尊重，而諾魯茲節仍然是該國的主要節日。瑣羅亞斯德教宗教的遺跡在阿塞拜疆都有留下。

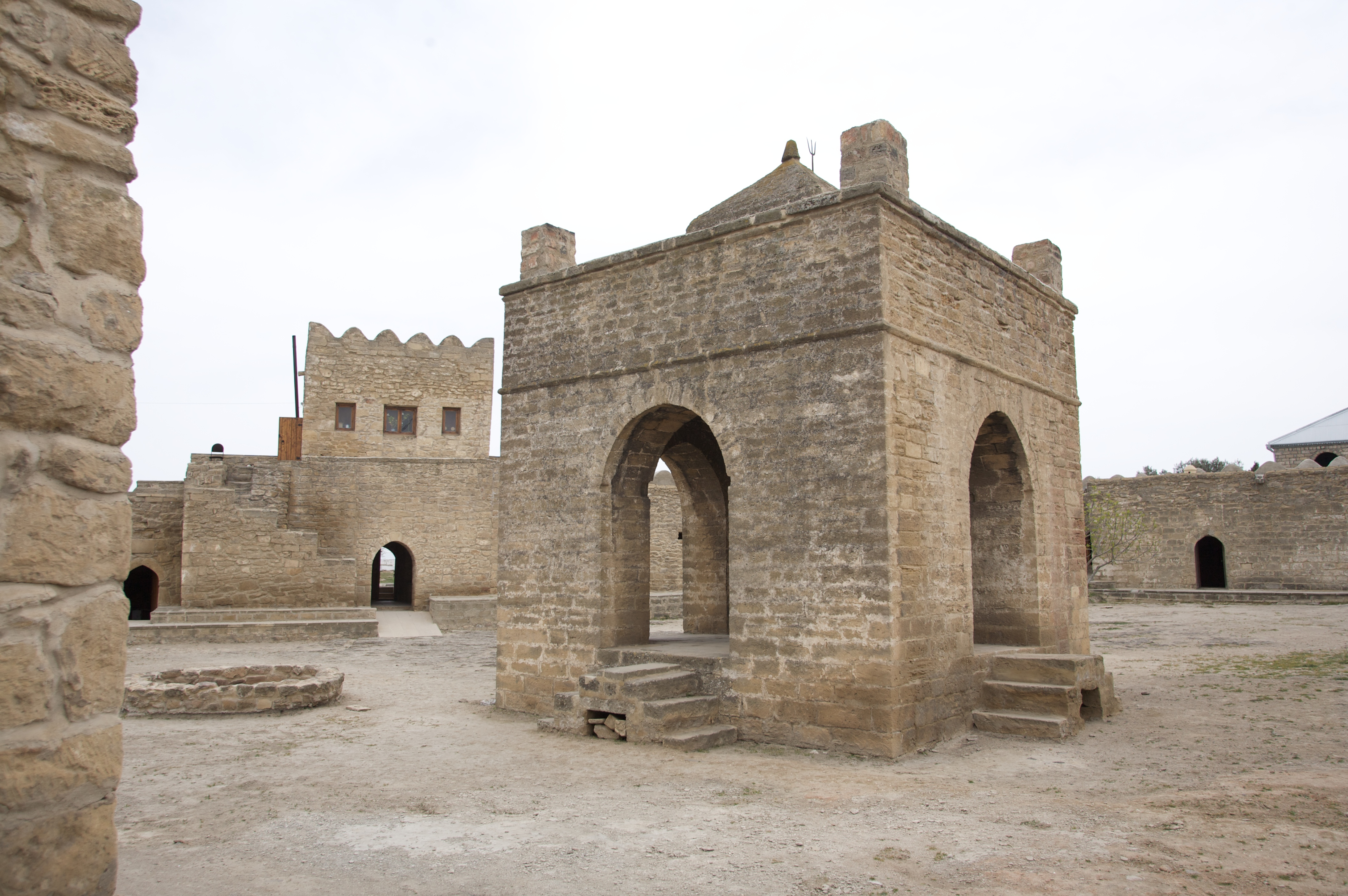
阿塞拜疆的瑣羅亞斯德教寺廟

## 猶太教

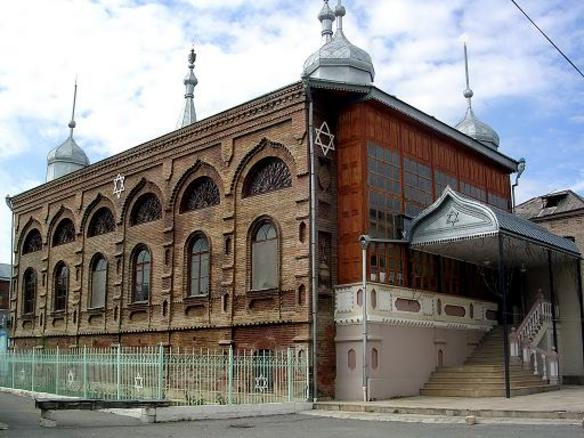
Qırmızı Qəsəbə的猶太社區

阿塞拜疆有三個的猶太人社群（高加索猶太人，阿什肯納茲猶太人和格魯吉亞猶太人），總人口數有近16000人。高加索猶太人有11000人（巴庫有6000人，庫巴有4000人），阿什肯納齊猶太人有4300人，其中大部分住在巴庫和蘇姆蓋特，格魯吉亞猶太人有700人。巴庫有三座猶太會堂，阿塞拜疆的一些省份也有。

## 阿塞拜疆本地宗教神話
關於基督教和伊斯蘭教傳入前阿塞拜疆本地神話的甚少；阿塞拜疆本地神話來源大多是希臘歷史學家，如斯特拉波，並基於考古學證據。斯特拉波把太陽，天空和月亮命名為神。

## 宗教自由
阿塞拜疆的憲法規定了宗教自由，法律不允許干擾宗教活動，除非危害公共秩序。阿塞拜疆的反猶太主義案例很少。2004年美國國務院關於阿塞拜疆人權問題的報告指出了一些宗教自由遭到侵犯的事例，例如由於伊瑪目的政治活動而被干擾的Jama 清真寺宗教活動。所有的宗教組織都必須向政府進行登記，浸信會，耶和華見證人和神召會等團體繼續被剝奪宗教登記。耶和華見證人的官方網站記錄了阿塞拜疆政府對耶和華見證人信徒犯下的一些不容忍行為。由於納哥諾卡拉巴克戰爭，納戈爾諾-卡拉巴赫地區地區的清真寺已經關閉，阿塞拜疆的亞美尼亞使徒教會教堂同樣也關閉或遭到破壞。阿塞拜疆政府當局對伊斯蘭教的立場是有爭議的。鬍鬚長得比平時多的人往往被當局懷疑，因為害怕瓦哈比派教義的傳播。 儘管政府否認了這個問題，但阿塞拜疆警方卻以律師的批評為由侵犯了穆斯林的權利。 2009年“宗教法”要求所有宗教團體強制重新登記。 獲得重新註冊的絕大多數宗教團體都是伊斯蘭教穆斯林。